# Slave to Love
| Оценки критиков | Оценки критиков |
| Источник        | Оценка          |
| --------------- | --------------- |
| AllMusic        | Без оценки      |

«Slave to Love» — песня британского певца Брайана Ферри с его студийного альбома 1985 года Boys and Girls. Кроме того, за некоторое время до выхода альбома песня была издана отдельным синглом. (Это был первый, лид-сингл с того альбома.)
В Великобритании сингл с песней «Slave to Love» достиг 21 места (в национальном сингловом чарте).